# Nußbach (Rhénanie-Palatinat)
Pour les articles homonymes, voir Nußbach.
Nußbach est une municipalité de la Verbandsgemeinde de Wolfstein, dans l'arrondissement de Kusel, en Rhénanie-Palatinat, dans l'ouest de l'Allemagne.